# Olustee
Olustee és un poble dels Estats Units a l'estat d'Oklahoma. Segons el cens del 2000 tenia 680 habitants.

## Demografia
Segons el cens del 2000, Olustee tenia 680 habitants, 250 habitatges, i 185 famílies. La densitat de població era de 316,3 habitants per km².
Dels 250 habitatges en un 42,8% hi vivien nens de menys de 18 anys, en un 55,6% hi vivien parelles casades, en un 13,6% dones solteres, i en un 26% no eren unitats familiars. En el 23,6% dels habitatges hi vivien persones soles l'11,6% de les quals corresponia a persones de 65 anys o més que vivien soles. El nombre mitjà de persones vivint en cada habitatge era de 2,72 i el nombre mitjà de persones que vivien en cada família era de 3,16.
Per edats la població es repartia de la següent manera: un 33,5% tenia menys de 18 anys, un 8,2% entre 18 i 24, un 24,3% entre 25 i 44, un 21,6% de 45 a 60 i un 12,4% 65 anys o més.
L'edat mediana era de 33 anys. Per cada 100 dones de 18 o més anys hi havia 86,8 homes.
La renda mediana per habitatge era de 25.125 $ i la renda mediana per família de 28.375 $. Els homes tenien una renda mediana de 24.500 $ mentre que les dones 20.893 $. La renda per capita de la població era de 10.189 $. Entorn del 19,5% de les famílies i el 24,7% de la població estaven per davall del llindar de pobresa.

## Poblacions més properes
El següent diagrama mostra les poblacions més properes.